# Wiesengebiet westlich Schladebach
Das Wiesengebiet westlich Schladebach ist ein FFH-Gebiet in der Stadt Leuna im Saalekreis in Sachsen-Anhalt.

## Allgemeines
Das FFH-Gebiet ist circa 37 Hektar groß (beim Bundesamt für Naturschutz ist die Größe mit 35 Hektar angegeben). Es überlagert sich mit dem Landschaftsschutzgebiet „Kiesgruben Wallendorf/Schladebach“. Das FFH-Gebiet ist durch die Landesverordnung zur Unterschutzstellung der Natura 2000-Gebiete im Land Sachsen-Anhalt (N2000-LVO LSA) seit dem 21. Dezember 2018 rechtlich gesichert. Zuständige untere Naturschutzbehörde ist der Saalekreis.

## Beschreibung
Das FFH-Gebiet liegt westlich von Leipzig. Es umfasst einen Ausschnitt der Aue des Floßgrabens. In der Aue stocken feuchte Erlen-Eschenwälder mit Schwarzerle und Gemeiner Esche. Die Strauchschicht wird von Gewöhnlichem Traubenkirsche, Rotem Hartriegel und Gewöhnlichem Spindelstrauch gebildet, in der Krautschicht siedeln Giersch, Sumpfpippau, Waldziest und Hainsternmiere. In Teilen des FFH-Gebietes sind Mähwiesen ausgebildet. Hier siedeln Rotschwingel, Flaumhafer, Wiesenlabkraut, Wiesenglockenblume, Wiesenstorchenschnabel, Wiesenplatterbse, Große Bibernelle, Scharfer Hahnenfuß und Kuckuckslichtnelke. Stellenweise sind Großseggenriede und Schilfröhrichte ausgebildet. Im Süden begrenzt das Fließgewässer Bach das FFH-Gebiet. Hier siedelt Wasservegetation mit Schmalblättrigem Merk, Kammlaichkraut und Sumpfteichfaden.
Das Gebiet beherbergt Vorkommen der Wechselkröte und des Laubfrosches. Weiterhin ist die Schmale Windelschnecke hier heimisch. Der Bach ist Lebensraum unter anderem der Libellenart Helmazurjungfer.
Im Südwesten grenzt das FFH-Gebiet an den Speicher Kötzschau (auch als Speicher Schladebach bezeichnet). Im Osten quert die Landesstraße 184 das FFH-Gebiet.